# Selenia gynaecon
Selenia gynaecon är en fjärilsart som beskrevs av Dyar 1918. Selenia gynaecon ingår i släktet Selenia och familjen mätare. Inga underarter finns listade.